# Ducado da Lituânia

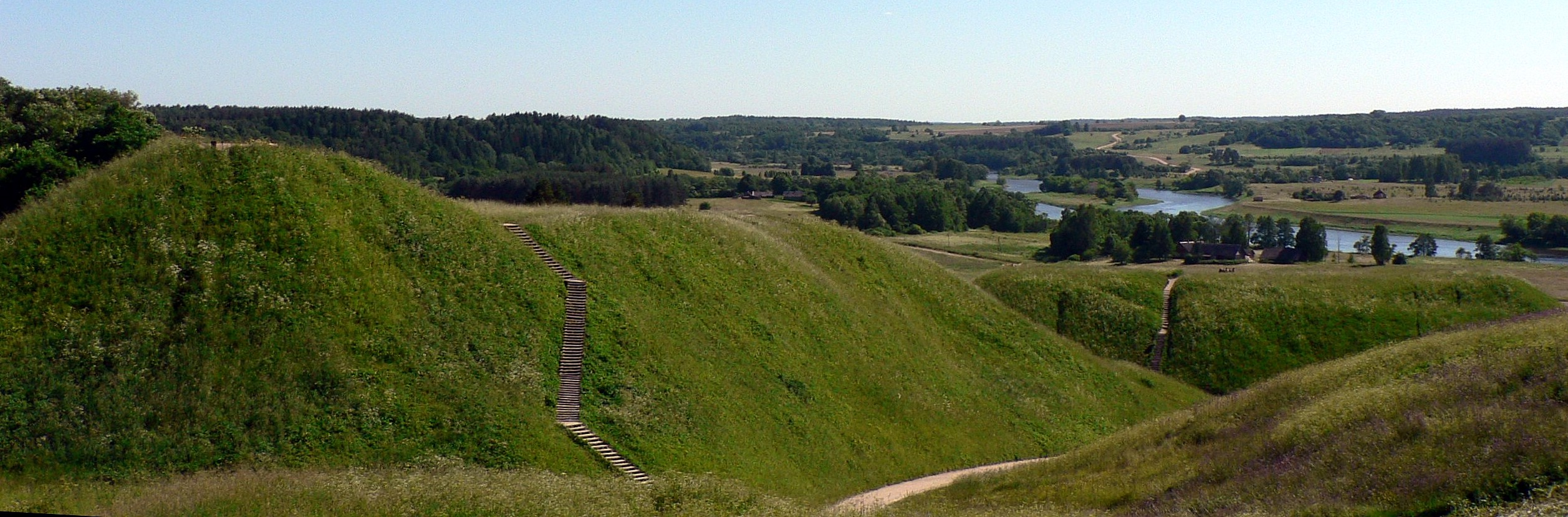
Kernavė, capital da Lituânia em 1000-1200

O Ducado da Lituânia (latim: Ducatus Lithuaniae; lituano: Lietuvos kunigaikštystė) foi uma formação estatal-territorial de lituanos étnicos que existiu do século XIII a 1413. Durante a maior parte de sua existência, era uma parte constituinte e um núcleo do Grão-Ducado da Lituânia. Outros nomes alternativos da formação territorial, usados em diferentes períodos, foram Aukštaitija ou Terra da Lituânia (século XIII), Ducado de Vilnius (século XIII – início do século XV), Lituânia propriamente dita, ou simplesmente Lituânia (em um sentido estrito).